# Kristina’s Broadway Connection
Kristina’s Broadway Connection ist eine Ausbildungsstätte für Tanz- und Musicaldarsteller in Wien-Leopoldstadt, Österreich.

## Geschichte
Die Musicaldarstellerin, Choreographin und ausgebildete Tanzlehrerin KrisTina Decker gründete 2003 die Broadway Connection als Tanzstudio für Kinder und Jugendliche, sowie die Broadway Dance Academy (heute Broadway Academy of Musical Theatre) als professionelle Ausbildung für Musicaldarsteller. Die Tradition der Kinder Musical Company, deren langjährige künstlerische Leiterin Decker war, wurde in der Broadway Company als erstes Spielfeld für junge, angehende Musicaldarsteller weitergeführt.
Der Ursprung des Namens Broadway Connection liegt in den nordamerikanischen Wurzeln von Decker, sowie ihrem ersten großen Engagement als Musicaldarstellerin in Cats in den U.S.A.

## Tanzstudio
Hier werden Kinder und Jugendliche regelmäßig in den Tanzstilen Ballett, Jazz, Contemporary, Steppen, Akro, Hip-Hop etc. unterrichtet. Die Hobbyklassen richten sich an Anfänger und Tänzer, die nur 1–2 Mal pro Woche tanzen wollen. Die Wettbewerbsklassen bestehen aus einem intensiveren Tanztraining in zahlreichen Stilen mehrfach die Woche und nehmen regelmäßig an nationalen und internationalen Tanzmeisterschaften teil. Die Wettbewerbsklassen treten auch bei Veranstaltungen wie Bällen, Stadtfest etc. auf.
Im Sommer bietet Kristina’s Broadway Connection mehrtägige Workshops in vielen Stilen an. Im Rahmen des WienXtra Ferienspiels haben Kinder und Jugendliche die Möglichkeit, Tanz und Musical kennenzulernen.

## Broadway Academy of Musical Theatre
Nach einer erfolgreichen Aufnahmeprüfung lernen die Studenten in einer 4-jährigen Ausbildung Tanz, Gesang und Schauspiel als Vorbereitung für eine Musical-Karriere. Die Ausbildung wird mit der Bühnen-Reifeprüfung vor der Paritätischen Kommission des Fachbereiches Musical abgeschlossen.
Zahlreiche Absolventen der Broadway Academy arbeiten heute erfolgreich als Musicaldarsteller oder Schauspieler an österreichischen und internationalen Bühnen.

## Broadway Company
Die Broadway Company erlaubt jedes Jahr vielen Company-Mitgliedern in die Welt des Musicals zu schnuppern, wenn sie gemeinsam mit professionellen Künstlern ein Musical erarbeiten und vor Publikum aufführen. Wie die Großen, müssen auch die jungen Company-Mitglieder am Beginn die Audition und den Re-Call erfolgreich bestehen.
Die Produktionen der vergangenen Jahre:
- Not Another Fairy Tale
- The Greatest Star
- Das verzauberte Labyrinth
- Auradon
- The Huntress
- Percy Jackson
- Once Upon a Mirror
- Cindy’s Dream (Jubiläumsvorstellung)
- Around the World
- Der Fluch von Shadow’s Edge
- The Road to Fame
- Rock Camp
- Hogwarts
- Dr. Jones’ Vermächtnis
- Akida
- Cindy’s Dream
- Peter Pan is Back